# Marian Michalik
Marian Michalik (ur. 19 czerwca 1947 w Zabrzu, zm. 6 marca 1997 w Częstochowie) – polski malarz.

## Życiorys
Marian Michalik w 1966 ukończył Liceum Sztuk Plastycznych w Częstochowie. Początkowo zajmował się grafiką użytkową, następnie poświęcił się malarstwu, doskonaląc się samodzielnie.
W 1979 został członkiem Związku Polskich Artystów Plastyków. W swojej twórczości malarskiej nawiązywał do holenderskich mistrzów martwych natur XVII wieku, nadając obrazom nastrój realizmu magicznego. Malował też portrety.
Uczestniczył w wielu wystawach w kraju i za granicą, m.in. w Japonii, Monako, Austrii, Szwecji, Czechosłowacji, na Węgrzech i w Stanach Zjednoczonych.
W 1987 został członkiem European Academy of Art, Science and Literature (Europejskiej Akademii Sztuki, Wiedzy i Literatury) w Paryżu.
Marian Michalik zginął tragicznie wraz z żoną w wypadku samochodowym, przeżywszy zaledwie 50 lat. Został pochowany na cmentarzu Kule.
W 2001 ufundowano w Częstochowie nagrodę im. Mariana Michalika dla młodych malarzy polskich. Dotychczas laureatami zostali Grażyna Smalej, Wojciech Kubiak, Jarosław Lewera, Małgorzata Synak-Idczak, Jacek Sztuka i Bartosz Wiłun.
W Muzeum Magicznego Realizmu tzw. Ochorowiczówce w Wiśle znajdują się prace artysty.
Jego synem był również malarz Borys Michalik.